# Aqua Tepula
De Aqua Tepula is het vierde en laatste aquaduct voor de stad Rome, dat in de periode van de Romeinse Republiek is gebouwd. Verantwoordelijk voor de bouw waren Gaius Servilius Caepius en Lucius Cassius Longinus, die het ambt van consul bekleedden in het jaar 126/125 v. Chr.
Het aquaduct ontleent zijn naam aan het Latijnse woord voor ‘lauw’ (tepidus), en verwijst naar de temperatuur van het water: zo’n 16-17 graden C. bij de bron in het vulkanische gebied van de Albaanse Heuvels, bij de tiende mijlpaal op de Via Latina. Vanwege de temperatuur van het water was het minder geschikt voor menselijke consumptie, totdat Agrippa in 33 v.Chr. een installatie liet bouwen die het lauwe water van de Aqua Tepula mengde met het koude water van de Aqua Julia. Tegenwoordig liggen bij de bron van de Aqua Tepula de dorpjes Grottaferrata en Marino, en nog steeds ontspringt er een lauwe bron, nu Acqua Preziosa geheten.
Van het laatste deel van het tracé van de Aqua Tepula maakten op den duur ook andere aquaducten gebruik, zoals de Aqua Marcia en de Aqua Julia. De eigenlijke Aqua Tepula had een lengte van circa 12 Romeinse mijlen (is circa 18 kilometer), waarvan in later tijden ongeveer de helft gezamenlijk met de Aqua Marcia. Dagelijks kwam er oorspronkelijk bijna 8.000 kubieke meter water door dit aquaduct naar de stad, en na samenvoeging met de andere aquaducten, in totaal zo’n kleine 19.000 kubieke meter water per dag.
De route door de stad zelf verliep langs de zuidwestelijke kant van de stad. Het stadstracé liep min of meer over een deel van de stadsmuur heen, van de Porta Praenestina over de Porta Tiburtina, en eindigde in het het gebied waar zich nu o.a. het Stazione Termini van Rome bevindt. Daar bevond zich een verdeelstation, waar mensen hun water konden aftappen.